# Rebecca Sattin
Rebecca Sattin (* 29. Oktober 1980 in Honiara, Salomonen) ist eine ehemalige australische Ruderin.
Die 1,80 m große Rebecca Sattin vom Swan River Rowing Club aus Perth gewann bei den (inoffiziellen) U23-Weltmeisterschaften 1999 die Silbermedaille mit dem Vierer ohne Steuerfrau, 2000 belegte sie in der gleichen Bootsklasse den sechsten Platz. Im Jahr darauf gewann sie bei den Weltmeisterschaften in Luzern den Titel im Achter vor den Booten aus Rumänien und Deutschland. Bei den Weltmeisterschaften 2002 ruderten Kristina Larsen, Jodi Winter, Rebecca Sattin und Victoria Roberts aus dem Vorjahres-Achter auch im Vierer ohne Steuerfrau und siegten im Finale mit zwei Sekunden Vorsprung auf die Kanadierinnen. Alle Ruderinnen des Vierers saßen auch im Achter, der sich hinter dem US-Achter ein enges Rennen mit dem deutschen Boot lieferte. Im Ziel reichten den Australierinnen neun Hundertstelsekunden Vorsprung zum Gewinn der Silbermedaille. Bei den Weltmeisterschaften 2003 verpasste der australische Achter als Vierter die Medaillenplätze um anderthalb Sekunden. 2004 wechselte Sattin in den Doppelvierer. In der Besetzung Dana Faletic, Rebecca Sattin, Kerry Hore und Amber Bradley erreichte das Boot das A-Finale bei den Olympischen Spielen 2004 in Athen. Im Finale erreichten die Australierinnen mit 42 Hundertstelsekunden Rückstand auf den dritten Platz als Vierte das Ziel. Durch die spätere Doping-Disqualifikation der Ukrainerin Olena Olefirenko gewannen die Australierinnen im Nachhinein die Bronzemedaille.